# クリストファー・フランケ
クリストファー・フランケ（Christopher Franke、1953年4月6日 - 、ベルリン生まれ）は、ドイツのミュージシャンであり作曲家である。1971年から1987年まで、電子音楽のグループであるタンジェリン・ドリームのメンバーを務めた。当初は「The Agitation」のドラマーであったが、後にアジテーション・フリーと改名され、グループがサイケデリック・ロックの起源から遠ざかるにつれて、最終的に主とする楽器がキーボードやシンセサイザーへと移っていった。彼はアナログ・シーケンサーを使用した最初のミュージシャンというわけではなかったが、おそらくそれをライブ・パフォーマンスにおいて使用する楽器に変えた最初のミュージシャンであった。このようにして、クラシカルなタンジェリン・ドリームの楽曲、そして実際にクラウトロック全体のサウンドにおけるリズミカルな基盤を築いた。
グループを脱退した後、彼は「Sonic Images」というレコード・レーベルや、「Earthtone」と呼ばれるニューエイジ・ミュージックの音楽レーベル、ベルリン・シンフォニック・フィルム・オーケストラを設立し、多くのソロでの音楽作品をプロデュースした。タンジェリン・ドリームを去ってから唯一のライブ・コンサートは、1991年10月9日にロンドンのアストリア・シアターにて行われた。1990年以降、彼のすべてのソロ・プロジェクトと映画音楽のプロデューサー兼エンジニアでもあるエドガー・ロサーミッチ（別名リチャード・E・ロス）と一緒にステージで演奏した。
フランケは、1991年に映画の仕事を追求するためにロサンゼルスへと拠点を移した。1995年、彼はAFIのショート・フィルム『Requiem』のスコアを作曲した。また、SFテレビシリーズ『バビロン5』の音楽や、2005年のアニメ映画『劇場版 天地無用! in LOVE』のスコアや、ドイツのミュージカル『Ludwig²』の音楽（Konstantin Weckerと共に）を作曲したことで最もよく知られているかもしれない。

## ディスコグラフィ

### ソロ
- 『パシフィック・コースト・ハイウェイ』 - Pacific Coast Highway (1991年)
- 『ユニバーサル・ソルジャー』 - Universal Soldier (1992年) ※映画『ユニバーサル・ソルジャー』サウンドトラック
- 『ザ・ロンドン・コンサート』 - The London Concert (1992年)
- New Music for Films Vol. 1 (1993年)
- The Tommyknockers (1993年)
- Klemania (1993年)
- Raven (1994年) ※映画サウンドトラック
- Night of the Running Man (1995年) ※映画『エスケープ』サウンドトラック
- Babylon 5 (1995年) ※TV『バビロン5』サウンドトラック
- Perry Rhodan – Pax Terra (1996年)
- 『聖なる予言 音楽の旅』 - The Celestine Prophecy (1996年)
- 『劇場版 天地無用! in LOVE オリジナル・サウンドトラック』 - Tenchi the Movie: Tenchi Muyo! in Love (1996年) ※映画『劇場版 天地無用! in LOVE』サウンドトラック。2002年再発
- Enchanting Nature (1996年)
- Babylon 5, volume 2: Messages from Earth (1997年) ※TVサウンドトラック
- Babylon 5: In the Beginning (1997年) ※TVサウンドトラック
- Babylon 5: Thirdspace (1997年) ※TVサウンドトラック
- Pacific Blue (1997年) ※TVサウンドトラック
- Transformation of Mind (1997年)
- Babylon 5: River of Souls (1997年)
- 『エピック(ベスト・オブ・ベスト)』 - Epic (1999年) ※コンピレーション
- Babylon 5: Episodic CDs – 24 CDs x 30 minutes per CD (2000年) ※コンピレーション。1997年–2000年録音
- New Music for Films Vol. 2 (2000年)
- The Calling (2000年) ※映画『ディアブロ 悪魔生誕』サウンドトラック
- The Best of Babylon 5 (2001年) ※コンピレーション
- Music for Films Vol. 3 (2003年) ※CD-R
- What the Bleep Do We Know!? (2004年)
- Ludwig² – Das Musical (2005年) ※ミュージカル・サウンドトラック
- Babylon 5: The Lost Tales (2007年) ※TVサウンドトラック